# Nancy Holloway
Pour les articles homonymes, voir Holloway.
 (mars 2022).
Nancy Holloway, nom de scène de Nancy Brown, est une chanteuse américaine de jazz et de rock née le 11 décembre 1932 à Cleveland (Ohio) aux États-Unis et morte le 28 août 2019 à Paris, qui a été populaire en France, notamment dans les années 1960.

## Biographie
Nancy a travaillé avec les plus grands artistes et producteurs internationaux de la musique jazz comme de la variété internationale à l'instar de Sammy Davis Junior, du trompettiste Quincy Jones ou Dizzy Gillespie.
Après avoir débuté comme danseuse, Nancy Holloway profite d'une tournée en Europe pour se faire remarquer à Paris comme chanteuse. A Paris, à ses débuts, Nancy Holloway s'est produite dans des clubs de jazz dont les célèbres Mars Club et Blue Note, avant de partir en tournée en Allemagne et au Liban. Elle poursuit sa tournée, mais revient en France, où elle est engagée en vedette dans une boîte de jazz, le Mars Club.
Elle décide de s'établir définitivement à Paris en 1960. C'est là qu'elle rencontre Elvis Presley à l'occasion de plusieurs permissions du rockeur américain qui effectue alors son service militaire en Allemagne. Elle se fait alors souvent accompagner par ses amis parisiens Nino Ferrer, célèbre chanteur, qui tient alors la contrebasse, et l'alter ego de ce dernier Richard Bennet, à la batterie.
Repérée par le comédien André Pousse, elle enregistre son premier 45 tours en 1961 (Le Boogie du bébé) tout en apparaissant dans des longs métrages dont Le Gentleman de Cocody de Christian-Jaque, Jeu de massacre d'Alain Jessua et Le Cri du cormoran le soir au-dessus des jonques de Michel Audiard.
En 1964, Nancy Holloway joue son propre rôle dans Cherchez l'idole de Michel Boisrond, partageant l'affiche avec Sylvie Vartan, Johnny Hallyday, Charles Aznavour et Eddy Mitchell.
Son plus grand succès est T'en va pas comme ça, reprise en français de la chanson Don't Make Me Over chantée par Dionne Warwick.
Dans les années 1990, elle fait une tournée en France avec le pianiste français Fabrice Eulry. Elle est alors la compagne de l'homme d'affaires Hervé Handjian.
De 2006 à 2008, Nancy Holloway participe à la tournée événement « Âge tendre et têtes de bois » qui réunit d'anciennes idoles yéyé comme Richard Anthony, Demis Roussos ou Franck Alamo.
Cette même année 2008, Nancy Holloway met un terme à sa carrière en raison de problèmes de santé.
« Je suis la seule responsable de ma carrière en dents de scie. J'ai commis de graves erreurs… J'étais un peu comme une cigale qui chantait en toute insouciance », confiait-elle déjà en 1969 à propos de sa carrière musicale, mais une année surtout marquée par un drame familial : sa fille âgée de 17 mois, laissée seule sans surveillance quelques instants, s'est noyée accidentellement dans son bain.
Elle meurt le 28 août 2019 à son domicile à Paris.

## Discographie

### Super 45 tours
- 1961 : Les barbouses / Croque, croque la pomme / En avant l'amour / Be bop a lula - Surprise-Partie - 5 / PBM (EP 05)
- 1961 : Dum dum / Si le cœur t’en dit / Viens danser le twist / Good good lovin' - Surprise-Partie – 7 / PBM (EP 07)
- 1961 : Fich' le camp Jack /	Tu ne sais pas / Cordoba / Guitare tango - Actualité – L.D. 30 (EP 21)
- 1961 : Douce violence / La leçon de twist / Le chemin de la joie / Good morning twist - Actualité – L.D. 24 (EP 24)
- 1961 : Hey Pony / Rock the bop / Le boogie du bébé / Il a des yeux d’ange - Le Disque Du Jour - 21 / PBM (EP 30)
- 1962 : Fich’ le camp Jack / Tu ne sais pas / Venez les copains / The twist - Le Disque Du Jour – 25 / PBM (EP 34)
- 1962 : Douce violence / La leçon de twist / Le chemin de la joie / Le lion est mort ce soir - Le Disque Du Jour – 27 / PBM (EP 36)
- 1963 : Dernier baiser (Quand vient la fin de l'été) / Je suis bien / Déjà le jour se lève / Ça fait un drôle d’effet - Ricordi (45 S 248)
- 1963 : Ciao ciao ciao baby so long / Tel qu’il est il me plait / C’est encore vous mademoiselle / Rêver - Decca (450.190)
- 1963 : Dis-lui que je ne suis pas là / Chante / Quand un garçon me plait / L’océan et la plage - Decca (460.776)
- 1963 : T'en va pas comme ça	/ Oui, c'est moi / Te parler d'amour / Tu n'es pas venu - Decca (460.787)
- 1963 : Désappointée / Prends tes clés / À quoi ça sert les pleurs ? / Qui va te remplacer ? - Decca (460.806)
- 1964 : Dix bonnes raisons / Est-ce que tu m’aimes ? / Elle t’aime / Je veux prendre ta main - Decca (460.830)
- 1964 : Bye bye / Je ne veux que lui / C’est bon d’être en été / J’accuse - Decca (460.838)
- 1964 : Je suis yéyé / C’est bon d’être en été / Tu me plais / Bye bye - Decca (SDGE 80845)
- 1964 : Au cinéma / J’ai découvert Paris / C’est pas comme ça / Emmène-moi - Decca (460.885)
- 1965 : Ne touchez pas à Charlie / Le gentleman de Cocody (Du film "Le gentleman de Cocody") / Les grands magasins / C’est avec moi qu’il a rendez-vous - Decca (460.911)
- 1966 : À travers une larme / Ne mariez pas cet homme / Personne ne m’attend / Reviens-moi - Decca (460.955)
- 1967 : A woman called sorrow / Let me know / You will be all right / Little miss Mary - Decca (461.112)
- 1968 : J’ai du perdre mon chemin / Je préfère / Aïe, je veux vivre / Je l’imagine - Decca (461.138)
- 1970 : Hello Dolly / Why do springtime ? / Hurt so bad / You’re no good - Concert Hall (V 598)
- 1971 : Light my fire / You're no good / Mame / Hurt so bad - Balkanton (ВТМ 6222)
- 1991 : Rock 'n' roll forever (French extended version) / Rock 'n' roll forever (French radio version) / Rock 'n' roll forever (English extended version) / Rock 'n' roll forever (English radio version) - CNR Records (145.830-5)

### 45 tours simples
- 1954 : Hip shakin' mama / Watermelon - Melodisc (1275)
- 1963 : Big noise from Winnetka / Sing - London International (10035)
- 1964 : Prends garde à toi (Du film "Cherchez l'idole") / Déjà le jour se lève - Decca (70.944)
- 1964 : He needs me / Wrap your troubles in dreams - Decca (70.963)
- 1964 : J'accuse / Cha ba da ba da - Decca (70.973)
- 1964 : L’air qui me plait / Bye bye - Decca (70.974)
- 1964 : Where is the love I knew ? / Your turn's gonna come - Decca (70.991)
- 1967 : Nous et ces mots-la / La chanson du bonheur - Decca (79.501)
- 1967 : La cancion de la felicidad / Palabras de amor - Decca (ME 353)
- 1968 : Bonjour Bucarest / Hop-sa si la, la, la - Electrecord (45-EDC 918)
- 1970 : My world is you (du film "Les Novices" / Les novices (Instrumental) - Barclay (71 455)
- 1971 : Un amour aussi grand / Ne viens pas me dire good-bye - Barclay (61 580)
- 1974 : Laisse-moi vivre / Panne de cœur - Key Records (2C008-95972)
- 1974 : Madame la nuit / Toi qu'on appelle - Vogue (VB.367)
- 1976 : Egyptian ladies / Little lady - Les Tréteaux (SNF 9062)
- 1976 : Sentimental / Je ne vivrai plus sans toi - Les Tréteaux (SNF 9073)
- 1977 : Strange love / Strange love (Instrumental) (Sous le nom "The Magic Lovers") - Big Box (620.375)
- 1981 : Give a girl chance / Never never felt this way - Lyrion Music (7148)
- 1982 : T’en va pas comme ça / Qu’est-ce que c’est ce que tu me fais ? - Vogue (VB.689)
- 1987 : Chante cha la la la / Moi sans vous - Musical Force (CTA 1927997)
- 1988 : You are my yesterday (Medley version Française) (Tu es mes souvenirs / Un solitaire	/ En écoutant mon cœur chanter / L'amour fou / Danse aujourd'hui / Un beau livre d'images / Les grandes vacances / J'ai pleuré) / You are my yesterday (Medley English version)	You are my destiny / Lonely boy	/ All of a sudden	/ Crazy love / Dance little girl / Put your head on my shoulder / Puppy love / Time to cry - European Sound (ES 88105)
- 1989 : Dear little one / Dear little one (Instrumental) - Carrère (125.148)
- 2001 : Sand and rain / Hurt so bad - Mélodie En Soul Sol (Mel 005)

### Albums 33 tours
- 1963 : Hey Pony / Rock the bop / Dum dum / Viens danser le twist / Ça fait un drôle d’effet / Le lion est mort ce soir / Be bop a lula / The twist / Good good lovin' / Douce violence / Je suis bien / Tu ne sais pas - Ricordi (30 RS 061)
- 1963 : T’en va pas comme ça / Oui, c’est moi / L’air qui me plait / Dernier baiser (Quand vient la fin de l'été) / Je suis bien / J’accuse / C’est bon d’être en été / Je ne veux que lui / Tu me plais / De quel droit peux tu décider ? / Cha ba da  ba da / Tu n’es pas venu - London International (TW 91377)
- 1964 : Bye bye / L'air qui me plait / J'accuse / Tu me plais / Where is the love I knew ? / De quel droit peux tu décider ? / Wrap your troubles in dreams / C'est bon d'être en été / Je suis yé yé / Je ne veux que lui / He needs me / Cha ba da ba da / Your turn's gonna come / Le plus bel amour - Decca (154.073)
- 1970 : Hello Dolly / Why do springtime ? / Mame / As long as he needs me / Big spender / Light my fire / Raindrops keep falling on my head / I loves you Porgy / You're no good / People / Mack the knife / Hurt so bad - Concert Hall (SVS 2690)
- 1976 : Swearing to God / Je reviens de loin / Going back home / Kiss and tell / Donovan (Un seul dimanche sur deux) / Je suis seule ce soir / Stop, écoute / Half a love's / Candy canes / What a good thing it is / Running off to happiness / L'idiote - Les Tréteaux (6346)
- 1981 : T'en va pas comme ça / Tu n'es pas venu / Prends garde à toi / Prends tes clés / C'est bon d'être en été / Dix bonnes raisons / Les grands magasins / Dis-lui que je ne suis pas la / Quand un garçon me plait / Désappointée / Ne touchez pas à Charlie / A travers une larme / Qui va te remplacer ? / Tu me plais - Decca (113061)
- 1982 : Prends tes clés / Rêver / Tu n'es pas venu / C'est avec moi qu'il a rendez-vous / À travers une larme / T'en va pas comme ça / S.O.S. (I'm sending an S.O.S) / Fever / Personality / Qu'est-ce que c'est ce que tu me fais ? - Polydor (827 649-1)

### CD compilations
- 1992 : T'en va pas comme ça	/ S.O.S. (I'm sending an S.O.S.) / Rock 'n' roll forever (Version Française) / Fever / Personality / Qu'est-ce que c'est ce que tu me fais ? / Il a des yeux d'ange / Tu n'es pas venu / Prends tes clés / Rêver / C'est avec moi qu'il a rendez-vous / A travers une larme / Qu'est-ce que c'est ce que tu me fais ? (Remix '92) / Ne mariez pas cet homme - Ariola Express (290.931)
- 1994 : Tu n'es pas venu / Je ne veux que lui / Bye bye / C'est bon d'être en été / T'en va pas comme ça / A travers une larme / Au cinéma / Dis-lui que je ne suis pas la / Quand un garçon me plait / Dix bonnes raisons / Les grands magasins / Désappointée / Qui va te remplacer ? / A quoi ça sert les pleurs ? / Rêver / C'est avec moi qu'il a rendez-vous / Dernier baiser (Quand vient la fin de l'été) / Tu me plais / Prends tes clés / Il a des yeux d'ange / J'accuse / Oui, c'est moi / Reviens-moi / J'ai découvert Paris - Marginal Records (CDMA 013)
- 1996 : Dernier baiser (Quand vient la fin de l'été) / Je suis bien / Déjà le jour se lève / Ca fait un drôle d'effet / Dis-lui que je ne suis pas là / Chante / Quand un garçon me plaît / L'océan et la plage / T'en va pas comme ça / Oui, c'est moi / Te parler d'amour / Tu n'es pas venu / Désappointée / Prends tes clés / A quoi ça sert les pleurs ? / Qui va te remplacer ? / Dix bonnes raisons / Est-ce que tu m'aimes ? / Elle t'aime / Je veux prendre ta main  / Bye bye / Je ne veux que lui / C'est bon d'être en été / J'accuse / Au cinéma / J'ai découvert Paris / C'est pas comme ça / Emmène-moi	/ Ne touchez pas à Charlie / Le gentleman de Cocody / Les grands magasins / C'est avec moi qu'il a rendez-vous / A travers une larme / Ne mariez pas cet homme / Personne ne m'attend / Reviens-moi / Ciao ciao ciao baby so long / Tel qu'il est il me plait / C'est encore vous mademoiselle / Rêver / Prends garde à toi - Magic Records (525002)
- 2003 : Dernier baiser (Quand vient la fin de l'été) / T'en va pas comme ça / Quand un garçon me plait / Désappointée / Prends tes clés / Ca fait un drôle d'effet / Bye bye / C'est bon d'être en été / Elle t'aime / Le plus bel amour / Je ne veux que lui / C'est pas comme ça / Au cinéma / Tu me plais / Est-ce que tu m'aimes ? / Rêver / Le gentleman de Cocody - Universal (066 596-2)
- 2007 : Rock the bop / Hey Pony / Le boogie du bébé / Il a des yeux d'ange / Croque, croque la pomme / Be bop a lula / En avant l'amour / Les barbouses / Dum dum / Good good lovin' / Viens danser le twist / Si le coeur t'en dit / The twist / Fich' le camp Jack / Tu ne sais pas / Venez les copains / Le lion est mort ce soir / Douce violence / La leçon de twist / Le chemin de la joie / Je cherche un Parisien / J'ai deux amours / Interview de 1959 pour le "Journal de Paris" - Disques Pin-Up (CDA 115)
- 2008 : Be bop a lula / Croque, croque la pomme / Les barbouses / Dum dum / Viens danser le twist / Rock the bop / Venez les copains / Douce violence / La leçon de twist / Le chemin de la joie / Fich' le camp Jack / Tu ne sais pas / Le lion est mort ce soir / Dernier baiser (Quand vient la fin de l'été) / Quand un garçon me plait / T'en va pas comme ça / Désappointée / Est-ce que tu m'aimes ? / Elle t'aime / Je veux prendre ta main / Bye bye / C'est bon d'être en été / Le gentleman de Cocody / Ciao ciao baby so long / Prends garde à toi / Be bop a lula (Live) / Un amour aussi grand / Ne viens pas me dire good-bye - Magic Records (3930657)
- 2008 : Rock 'n' roll forever / Fich' le camp Jack / Be bop a lula / En avant l'amour / Croque, croque la pomme / The twist / Le boogie du bébé / Les barbouses / Dum dum / Good good lovin' / Viens danser le twist / Tu ne sais pas / Venez les copains / Le lion est mort ce soir / Douce violence / La leçon de twist / Le chemin de la joie / Rock the bop / Hey Pony / T'en va pas comme ça / Interview de 1959 pour le "Journal de Paris" - Ulysse (18024)

### Participations
- 1971 : E. Rodney Jones and the Prairie Dogs : You made me so very happy - Concert Hall (SPS 1319)
- 1972 : Othello Story : rôle de Bianca - CBS (65296)
- 1973 : Jean-Luc Ferré, son orchestre et ses chanteurs : What a Diff'rence a Day Makes - Les Tréteaux (6321)
- 1975 : Daniel Janin et son orchestre, orchestre Jean-Luc Ferré et leurs chanteurs : Love will keep us together - Les Tréteaux (6326)
- 1975 : David Smith : Christmas rock - Les Tréteaux (6347)
- 1976 : Daniel Janin, son orchestre et ses chanteurs :Do You Know Where You're Going To ? (du film Mahogany) - Les Tréteaux (6358)
- 1977 : Daniel Janin, son orchestre et ses chanteurs : The Swinging Mamy - Les Tréteaux (6368)
- 1977 : John First, son orchestre, ses chanteurs : Ma Baker - Les Tréteaux	(6386)
- 1978 : Daniel Janin, son orchestre et ses chanteurs : C'est si bon / It's A Heartache / Kiss and Tell - Les Tréteaux (6406)
- 1978 : Daniel Janin, son orchestre et ses chanteurs : It's A Heartache / Rivers of Babylon - Les Tréteaux (6418)
- 1981 : Jacques Morali : Champagne français - Disques Crazy Horse de Paris (CHS 5181)
- 1984 : Albert van Dam : It Wasn't Paris. It Was You - RCA (PL 70465)
- 1994 : Successi Italian di 60 vol. 1 : Tu non sei venuto - Parisville (PV 002)
- 1998 : La chanson du siècle vol. 4 : La Complainte de Mackie / Que reste-t-il de nos amours ? - Sélection du "Reader's Digest" (3025/4)
- 1999 : Twist Again au ciné : The Gentleman from Cocody - Play Time (PL9905048)
- 2008 : Музыка любви : I Wish You Love - Sonopress (52622362)

## Filmographie

### Cinéma
- 1963 : Ballade pour un voyou, de Claude-Jean Bonnardot : la modèle noire
- 1963 : Blague dans le coin, de Maurice Labro : Nancy
- 1963 : 24 heures d'un Américain à Paris, de José Bénazéraf : Nancy Holloway
- 1964 : Cherchez l'idole, de Michel Boisrond : Nancy Holloway
- 1964 : Le Bluffeur, de Sergio Gobbi : Sybil
- 1965 : Le Gentleman de Cocody, de Christian-Jaque : Nancy
- 1967 : Jeu de massacre, d'Alain Jessua : Brigitte
- 1968 : Flash Love, de Max Kalifa : Nancy Holloway
- 1968 : Impuscaturi pe portativ, de Cezar Grigoriu : Nancy Holloway[réf. nécessaire]
- 1970 : Les Enfants de Caïn, de René Jolivet
- 1971 : Le Cri du cormoran le soir au-dessus des jonques, de Michel Audiard : Mélanie
- 1971 : Boulevard du rhum, de Robert Enrico : la chanteuse
- 2002 : L'Amertume de la chanteuse devant l'utilité des fils barbelés, d'Armand Lameloise (court-métrage) : Nancy Holloway

### Télévision
- 1963 : Je connais une blonde de Georges Folgoas (téléfilm) : une chanteuse martiniquaise
- 1966 : Corsaires et Flibustiers de Claude Barma (série TV) : Anne
- 1973 : Le Neveu d'Amérique de Pierre Gaspard-Huit (série TV) : Marpessa
- 1978 : Cinéma 16 (série TV) : La femme rompue de Josée Dayan : la chanteuse de cabaret